# La notte ha cambiato rumore
La notte ha cambiato rumore (El tiempo entre costuras) è un romanzo del 2009 scritto da María Dueñas, suo esordio letterario.

## Trama
Sira Quiroga è una giovane sarta che abbandona Madrid poco prima del colpo di stato del 1936 per andarsene con Ramiro, un uomo che conosce appena ma del quale è innamorata perdutamente. Dopo una permanenza relativamente breve a Tangeri, a causa di un avvenimento inatteso Sira si vede obbligata a trasferirsi da sola a Tetuan (allora capitale del Protettorato Spagnolo in Marocco) e aprire in quella città una sartoria per la quale passeranno una sfilza di personaggi importanti, come ad esempio Juan Luis Beigbeder (ministro degli Esteri nella prima fase del franchismo), la sua amante Rosalinda Fox e Alan Hillgarth, capo dell'agenzia britannica di spionaggio in Spagna durante la Seconda guerra mondiale.

## Adattamento televisivo
La rete spagnola Antena 3 ne ha trasmesso, dal 21 ottobre 2013 al 20 gennaio 2014, un adattamento televisivo con Adriana Ugarte nel ruolo della protagonista. In Italia la serie è stata trasmessa su Canale 5 dal 25 aprile al 10 giugno 2014 con il titolo Il tempo del coraggio e dell'amore.

## Edizioni
- María Dueñas, La notte ha cambiato rumore, traduzione di Federico Niola, Segrate, Mondadori, 2011, ISBN 9788866210160.
- María Dueñas, La notte ha cambiato rumore, traduzione di Federico Niola, Segrate, Mondadori, 2015, ISBN 9788804656760.